# Khristódoulos Passiardís
Pour les articles homonymes, voir Christodoulos.
Khristódoulos Passiardís (en grec moderne : Χριστόδουλος Πασιαρδής), né le 31 janvier 1944 à Tseri et mort le 5 août 2014, est un diplomate et homme d'État chypriote.
Il est ministre de la Défense dans le gouvernement du président de la République Tássos Papadópoulos entre le 14 mai 2007 et le 29 février 2008.